# Gooik
Gooik è un comune belga di 8 879 abitanti nelle Fiandre (Brabante Fiammingo).